# Yang Xu
Yang Xu (楊旭T, 杨旭S, Yáng XùP; Dalian, 12 febbraio 1987) è un ex calciatore cinese, centrocampista.

## Carriera

### Club
Ha giocato nella prima divisione cinese.

### Nazionale
Ha giocato nella nazionale cinese.

## Palmarès

### Club

#### Competizioni nazionali
- China League One: 1

Liaoning: 2009